# Ташкент (станция метро)
 «Ташкент»  (узб. Toshkent) — станция Ташкентского метрополитена.
Открыта 8 декабря 1984 года в составе первого участка Узбекистанской линии : «Алишера Навои» — «Ташкент».
Расположена между станциями : «Айбек» и «Машиностроителей».

## История
Находится под «Привокзальной» площадью «Северного» вокзала.
Название станции посвящено непосредственно «Ташкенту» столице Узбекистана.

## Характеристика
Станция : колонная, трехпролётная, мелкого заложения с двумя подземными вестибюлями.

## Оформление
Оформление станции выполнено художником-керамистом Сапарниязом Султанмуратовым.
Украшения стен и потолка похожи на головную часть колонн и выполнены в традиционном национальном духе, в лестничных спусках на платформу выполнены изображения, посвящённые 2200-летию Ташкента и теме «Ташкент — город мира и дружбы», здесь же изображён герб города (художник: О. Хабибуллин).
При отделке станции широко использованы мрамор, гранит, керамика, металл, стекло и другие материалы.

## Галерея

Барельеф на станции «Ташкент»